# Kristien In-'t-Ven
Kristien In-'t-Ven (Turnhout, 10 oktober 1969) is een Belgische schrijfster van kinderboeken.

## Leven
In-‘t-Ven werd geboren in Turnhout en groeit op in Rumst, waar ze als kind droomde van avontuurlijke beroepen als cowboy en ontdekkingsreiziger. Ze kreeg op haar elfde een schriftje waar ze haar eerste verhaal in schrijft. Ze studeerde later sociologie en filosofie en werkt na haar studies als freelance journaliste voor verschillende media. In 2003 besluit ze De apotheker heeft liefdesverdriet te schrijven, haar debuut met illustraties van Vincent Bal, waar ze ook meteen mee trouwde.

## Werk
In-‘t-Ven debuteerde in 2003 met De apotheker heeft liefdesverdriet. Een boek over een apotheker die niet meer wil werken omdat zijn vrouw ervandoor gaat met een andere man. Vervolgens schrijft ze Kika en Bob op glad ijs in 2008 en het prentenboek Een wel heel bijzondere kerst, met illustraties van Geert Vervaeke. Voor dit boek ontvangen ze in 2010 de Zilveren Penseel.
Naast het maken van prentenboeken is ze ook journalist en werkt ze mee aan allerlei projecten. Waaronder haar project met fotograaf Greetje Van Buggenhout. Samen met hun kinderen trokken ze heel Vlaanderen door en maken ze het boek 20x op stap met kinderen. Ze gingen hiervoor op zoek naar leuke activiteiten, van 5 tot 41 jaar, om met het hele gezin te doen.
De dromerige schrijfster gebruikt vaak woordspelingen en grapjes die voor extra lagen zorgen in haar werk. Die zijn ook terug te vinden in De zeepridder, een modern sprookje met illustraties van Mattias De Leeuw dat genomineerd wordt voor onder meer de Boekenpauw en de Kinder- en Jeugdjury Vlaanderen. Zijn leuke en vlotte illustraties vullen de bondige zinnen en ludieke personages helemaal aan.

## Bekroningen
- 2010: Zilveren Penseel voor Een wel heel bijzondere kerst (illustraties van Geert Vervaeke)[1]

- International Standard Name Identifier: 0000 0003 6883 344X
- Nederlandse Thesaurus van Auteursnamen: 256389063
- Istituto Centrale per il Catalogo Unico: MODV659799
- Virtual International Authority File: 280869932